# Corby
Corby és un poble del districte de Corby, Northamptonshire, Anglaterra. Té una població de 59.902 habitants i districte de 68.187. Al Domesday Book (1086) està escrit amb la forma Corb(e)i.